# Microsoft Flight
Microsoft Flight è un simulatore di volo inizialmente creato come successore della serie videoludica Microsoft Flight Simulator. È stato pubblicato il 29 febbraio 2012 con la formula free-to-play, permettendo di sbloccare aeromobili, scenari ed extra a pagamento.
Il 27 luglio 2012, a meno di cinque mesi dalla disponibilità al pubblico, Microsoft ne ha annunciato l'interruzione dello sviluppo per concentrarsi al "riallineare obiettivi a lungo termine e piani di sviluppo" dell'azienda.
In seguito allo stop dello sviluppo il titolo è stato disponibile per il download sino alla chiusura del Windows Marketplace nell'agosto 2013.

## Sviluppo
Flight è stato annunciato ufficialmente nell'agosto 2010, per poi essere stato lanciato al pubblico il 29 febbraio 2012. Il gioco non è mai uscito dalla fase di sviluppo, ed è stato possibile scaricarlo esclusivamente dal Windows Marketplace.
Gli sviluppatori hanno dichiarato che, in quanto successore spirituale della serie Flight Simulator, il titolo avrebbe portato con sé le caratteristiche simulative tipiche della serie, assieme a nuove chicche per rendere il gioco più appetibile alla fetta di mercato disinteressata al mondo dei simulatori.
I punti di forza del gioco comprendevano il miglioramento del motore di gioco, soprattutto nella qualità dei nuovi shader, modelli di ombre, riflessi e luci, e il miglioramento degli agenti atmosferici tra cui soprattutto la realisticità delle nuvole e della foschia. Sul sito ufficiale sono stati pubblicati periodicamente video di aggiornamento sullo sviluppo e le caratteristiche del titolo.
Il 4 gennaio 2012 ne è stata annunciata la formula free-to-play, che all'uscita ha portato alla centralizzazione dei download sul sito ufficiale di Microsoft, dove era possibile scaricarne i DLC a pagamento.
Il 25 luglio 2012 Microsoft ha annunciato la cancellazione del titolo, e la chiusura del team di sviluppo. Le riviste di settore hanno indicato la decisione di interrompere lo sviluppo del simulatore date le scarse vendite dei DLC.

### Requisiti di sistema
Requisiti di sistema minimi e consigliati da Microsoft per la fruizione ideale del simulatore:
| Componenti        | Configurazione Minima                                             | Configurazione Consigliata                                   |
| ----------------- | ----------------------------------------------------------------- | ------------------------------------------------------------ |
| CPU               | Dual Core 2 GHz                                                   | Intel Core i7 960 (3,2 GHz) AMD Phenom II X6 1100T (3,3 GHz) |
| GPU               | Compatibile DirectX 9.0c (Shader 3.0) con 256 MB di memoria video | ATI Radeon HD 5870 NVIDIA GeForce GTX 560                    |
| Hard Disk         | 10 GB Hard Drive space                                            | 10 GB Hard Drive space                                       |
| RAM               | 2 GB                                                              | 6 GB                                                         |
| Sistema Operativo | Windows XP SP3                                                    | Windows 7 64 bit                                             |

## Contenuti scaricabili
I DLC, ovvero contenuti scaricabili a pagamento, sono il cuore del contenuto e dell'economia di Flight. Nei cinque mesi di vita del titolo, sono stati pubblicati 7 DLC, di cui 7 aerei (4 modelli della seconda guerra mondiale) e due scenari.
- Hawaiian Adventure Pack: rilasciato al Day One, comprende uno scenario ambientato nelle Hawaii e il Vans RV-6A.
- North American P-51 Mustang: uno dei due aerei disponibili dal lancio, la rappresentazione l'iconico caccia P-51 Mustang non comprende ne la visuale dall'abitacolo ne l'utilizzo delle armi.
- Maule M-7-260C: secondo aereo disponibile dal lancio, è un monomotore leggero statunitense appartenente alla famiglia dei Maule M-7.
- Mitsubishi A6M2 Zero: pubblicato il 3 aprile 2012, il Mistubishi A6M Zero è un caccia giapponese della seconda guerra mondiale.
- P-40: pubblicato il 24 aprile 2012, il Curtiss P-40 è un caccia statunitense della seconda guerra mondiale. Come il Mustang, non comprende la visuale dall'abitacolo.
- F4U Corsair: pubblicato il 30 maggio 2012, l'F4U Corsair, riprodotto nella variante 1D, è un multiruolo statunitense anch'esso utilizzato durante la seconda guerra mondiale. Come gli altri caccia americani non comprende la visuale dall'abitacolo.
- Alaskan Wilderness Pack: pubblicato il 2 luglio 2012, è l'ultimo DLC pubblicato sulla piattaforma. Include lo scenario Alaska, e le isole circostanti. Include inoltre l'ultraleggero sportivo americano Carbon Cub.

## Accoglienza
L'aggregatore di recensioni Metacritic ha assegnato al titolo un voto di 64/100 basato su 21 critiche; il voto dell'utenza è stato invece di 3.6/10 su oltre 100 critiche. La rivista IGN ha assegnato al titolo 5/10, criticandolo per la poca profondità, e paragonandolo a gioco arcade più che a un simulatore.
Il titolo è stato aspramente criticato dall'utenza: le critiche maggiori sono state indirizzate al basso realismo del titolo, l'incompletezza dei modelli e la loro facilità di guida, e il fatto che il titolo necessitasse per forza dei DLC per essere considerato fruibile. Le critiche e le basse vendite, soprattutto dovute alla concorrenza di X-Plane, simulatore considerato più completo simulativamente e per contenuti, hanno portato a cinque mesi dal lancio all'interruzione dello sviluppo e il disbando del team.